# ريدواتر (مسيسيبي)
ريدواتر (بالإنجليزية: Redwater CDP, Mississippi)‏ هي منطقة سكنية تقع بولاية مسيسيبي في الولايات المتحدة. تبلغ مساحتها 27.28 كم2، وترتفع عن سطح البحر 119 م، بلغ عدد سكانها 633 نسمة في عام 2010 حسب إحصاء مكتب تعداد الولايات المتحدة وتصل الكثافة السكانية فيها 23.2 نسمة لكل كيلومتر مربع (60.1/ميل2).

## التركيبة السكانية
حدّد مكتب تعداد الولايات المتحدة بيانات التركيبة السكانية لريدواتر في تعداد الولايات المتحدة. في ما يلي، التركيبة السكانية حسب تعدادي 2000 و2010.

### تعداد عام 2000
بلغ عدد سكان ريدواتر 409 نسمة بحسب تعداد عام 2000، وبلغ عدد الأسر 125 أسرة وعدد العائلات 95 عائلة مقيمة في المنطقة السكنية. في حين سجلت الكثافة السكانية 15 نسمة لكل كيلومتر مربع (38.8/ميل2). وبلغ عدد الوحدات السكنية 140 وحدة بمتوسط كثافة قدره 5.1 لكل كيلومتر مربع (13.2/ميل2).
وتوزع التركيب العرقي للمنطقة السكنية بنسبة 10.51% من البيض و12.47% من الأمريكيين الأفارقة و76.53% من الأمريكيين الأصليين و0.24% من الأعراق الأخرى و0.24% من عرقين مختلطين أو أكثر و1.22% من الهسبانيون أو اللاتينيون من أي عرق.
بلغ عدد الأسر 125 أسرة كانت نسبة 52.8% منها لديها أطفال تحت سن الثامنة عشر تعيش معهم، وبلغت نسبة الأزواج القاطنين مع بعضهم البعض 33.6% من أصل المجموع الكلي للأسر، ونسبة 36% من الأسر كان لديها معيلات من الإناث دون وجود شريك، بينما كانت نسبة 6.4% من الأسر لديها معيلون من الذكور دون وجود شريكة وكانت نسبة 24% من غير العائلات. تألفت نسبة 18.4% من أصل جميع الأسر من عدة أفراد يعيشون في نفس المنزل ونسبة 8.8% كانت تتألف من شخص يعيش بمفرده يبلغ من العمر 65 عاماً أو أكثر. وبلغ متوسط حجم الأسرة المعيشية 3.27، أما متوسط حجم العائلات فبلغ 3.64.
بلغ العمر الوسطي للسكان 26.4 عاماً. وكانت نسبة 37.9% من القاطنين تحت سن الثامنة عشر، وكانت نسبة 10.5% بين الثامنة عشر والرابعة والعشرين عاماً، ونسبة 25.9% كانت واقعةً في الفئة العمرية ما بين الخامسة والعشرين والرابعة والأربعين عاماً، ونسبة 18.1% كانت ما بين الخامسة والأربعين والرابعة والستين، ونسبة 7.6% كانت ضمن فئة الخامسة والستين عاماً فما فوق. يوجد لكل 100 أنثى 97.6 ذكر، ويوجد لكل 100 أنثى في الثامنة عشر من عمرها فما فوق 84.1 ذكر.
بلغ متوسط دخل الأسرة في المنطقة السكنية 16,333 دولارًا، أما متوسط دخل العائلة فبلغ 13,542 دولارًا. وكان متوسط دخل الذكور 25,667 دولارًا مقابل 17,500 دولارًا للإناث. وسجل دخل الفرد الخاص بالمنطقة السكنية 8,835 دولارًا. وكانت نسبة 50.5% من العائلات ونسبة 53.5% من السكان تحت خط الفقر، وكان من هؤلاء نسبة 58.4% تحت سن الثامنة عشر ونسبة 55.4% في الخامسة والستين من العمر وما فوق.

### تعداد عام 2010
بلغ عدد سكان ريدواتر 633 نسمة بحسب تعداد عام 2010، وبلغ عدد الأسر 190 أسرة وعدد العائلات 140 عائلة مقيمة في المنطقة السكنية. في حين سجلت الكثافة السكانية 23.2 نسمة لكل كيلومتر مربع (60.1/ميل2). وبلغ عدد الوحدات السكنية 209 وحدة بمتوسط كثافة قدره 7.7 لكل كيلومتر مربع (19.9/ميل2).
وتوزع التركيب العرقي للمنطقة السكنية بنسبة 6.95% من البيض و16.59% من الأمريكيين الأفارقة و73.78% من الأمريكيين الأصليين و0.16% من الأمريكيين ذوي الأصول الآسيوية و2.53% من عرقين مختلطين أو أكثر و3.16% من الهسبانيون أو اللاتينيون من أي عرق.
بلغ عدد الأسر 190 أسرة كانت نسبة 51.1% منها لديها أطفال تحت سن الثامنة عشر تعيش معهم، وبلغت نسبة الأزواج القاطنين مع بعضهم البعض 38.9% من أصل المجموع الكلي للأسر، ونسبة 23.2% من الأسر كان لديها معيلات من الإناث دون وجود شريك، بينما كانت نسبة 11.6% من الأسر لديها معيلون من الذكور دون وجود شريكة وكانت نسبة 26.3% من غير العائلات. تألفت نسبة 21.6% من أصل جميع الأسر من عدة أفراد يعيشون في نفس المنزل ونسبة 7.9% كانت تتألف من شخص يعيش بمفرده يبلغ من العمر 65 عاماً أو أكثر. وبلغ متوسط حجم الأسرة المعيشية 3.33، أما متوسط حجم العائلات فبلغ 3.91.
بلغ العمر الوسطي للسكان 28.9 عاماً. وكانت نسبة 35.5% من القاطنين تحت سن الثامنة عشر، وكانت نسبة 10.4% بين الثامنة عشر والرابعة والعشرين عاماً، ونسبة 26.4% كانت واقعةً في الفئة العمرية ما بين الخامسة والعشرين والرابعة والأربعين عاماً، ونسبة 20.1% كانت ما بين الخامسة والأربعين والرابعة والستين، ونسبة 7.6% كانت ضمن فئة الخامسة والستين عاماً فما فوق. وتوزع التركيب الجنسي للسكان بنسبة 50.2% ذكور و49.8% إناث.